# 波特兰公园桥
波特兰公园桥（英語：Portland Park Bridge），或称做南支古斯河桥（South Branch Goose River Bridge）是一座位于北达科他州波特兰的一座桁架桥，建于1919年，曾列入國家史蹟名錄，但在2004年被除名

。